# Listă de actori mexicani
Aceasta este o listă de actori urmată în a doua secțiune de o listă de actrițe din Mexic:
Cuprins: Început - 0–9 A B C D E F G H I J K L M N O P Q R S T U V W X Y Z

## A
- Alfredo Adame
- Antonio Aguilar, „El Charro de México” (1919-2007)
- Luis Aguilar, „El Gallo Giro” (1918-1997)
- Eduardo Alcaraz
- Genaro de Alba
- Rafael Amaya
- Armando Araiza
- Luis Aragón
- Raúl Araiza
- Amparo Arozamena
- Alexis Ayala

## B
- Kuno Becker
- Augusto Benedico
- Bruno Bichir
- Demián Bichir
- Odiseo Bichir
- Victorio Blanco
- Hector Bonilla
- Claudio Brook

## C
- Alejandro Camacho
- Jaime Camil
- César del Campo
- Cantinflas
- Eduardo Capetillo
- Guillermo Capetillo
- René Casados
- Fernando Ciangherotti
- Fernando Colunga
- Joaquín Cordero

## D
- Leonardo Daniel
- Arath de la Torre
- Eric del Castillo
- Aarón Díaz
- Donn Stewart

## E
- José Ángel Espinoza
- Alberto Estrella

## F
- Freddy Fernández „El Pichi” (1934 – 1995)
- Jaime Fernández (1937 – 2005)
- Pedro Fernández
- Juan Ferrara
- Omar Fierro

## G
- Andrés García
- Eleazar García „Chelelo”
- Sergio Goyri
- Rogelio Guerra

## H
- H

## I
- Mauricio Islas

## J
- Sergio Jiménez

## L
- Ernesto Laguardia
- Imanol Landeta
- Manuel Landeta
- Valentino Lanús
- Sebastián Ligarde
- Ariel Lopez Padilla
- Ignacio Lopez Tarso
- Diego Luna

## M
- Pablo Montero

## N
- Victor Noriega
- Ramón Novarro

## O
- Manuel Ojeda

## P
- Raúl Padilla Mendoza „El Chato” (1918 - 1994)
- Roberto Palazuelos
- Eduardo Palomo
- Arturo Peniche
- Salvador Pineda
- Jorge Poza

## Q
- Anthony Quinn

## R
- Fabián Robles
- Dagoberto Rodríguez
- José Ron
- Jorge Russek

## S
- Jorge Salinas
- Eduardo Santamarina
- Manuel Saval
- Diego Schoening
- Héctor Soberón
- Fernando Soto
- Gabriel Soto
- Roberto Soto

## T
- Ari Telch
- José María Torre

## U
- U

## V
- Eduardo Verastegui

## W
- W

## X
- X

## Y
- Eduardo Yañez

## Z
- David Zepeda
- Humberto Zurita
- Sebastian Zurita

- |  | Aceasta este o listă incompletă, care, posibil, niciodată nu va fi în măsură să îndeplinească anumite standarde speciale de exhaustivitate. Puteți ajuta prin extinderea acesteia adăugând informații din surse credibile. |

Aceasta este o listă de actrițe precedată în prima secțiune de o listă de actori din Mexic:

## A
- Beatriz Aguirre
- Chantal Andere
- Jacqueline Andere
- Yolanda Andrade
- Angélica Aragón
- Aracely Arámbula

## B
- Nuria Bages
- Rocío Banquells
- Lola Beltran
- Angelique Boyer
- Jacqueline Bracamontes
- Diana Bracho
- Erika Buenfil

## C
- Leticia Calderón
- Itatí Cantoral
- Irán Castillo
- Kate del Castillo
- Daniela Castro
- Verónica Castro
- Ana Colchero
- Ninel Conde
- Ana Brenda Contreras

## D
- María Duval

## E
- Kika Edgar
- Julieta Egurrola

## F
- María Félix
- Laura Flores
- Adriana Fonseca

## G
- Bibi Gaytán
- Edith González
- Susana González

## H
- Salma Hayek
- Lorena Herrera

## I
- Claudia Islas
- Gisele Itie

## J
- Altair Jarabo

## L
- Emma Laura
- Adriana Lavat
- Andrea Legarreta
- Laura Leon
- La Prieta Linda (Queta Jiménez, n. 1933)
- Karyme Lozano
- Lucero

## M
- Patricia Manterola
- Rita Macedo
- Angelica Maria
- Ana Martín
- Lucía Méndez
- Ofelia Montesco
- Galilea Montijo
- Lisette Morelos
- Gina Morett

## N
- Silvia Navarro
- Patricia Navidad
- Adriana Nieto
- Lupita Nyong'o
- Adela Noriega
- Nailea Norvind

## P
- Dominika Paleta
- Ludwika Paleta
- Silvia Pasquel
- Maite Perroni

## Q
- Elvira Quintana

## R
- Patricia Reyes Spíndola
- Angélica Rivera
- Lorena Rojas
- Ana Patricia Rojo
- Helena Rojo
- María Rojo
- Daniela Romo
- Victoria Ruffo

## S
- Nora Salinas
- Carmen Salinas
- Blanca Sánchez
- Mariana Seoane
- Sherlyn
- Stephanie Sigman
- Flor Silvestre
- Sasha Sokol
- María Sorté

## T
- Arleth Terán
- Thalía

## V
- Angelica Vale
- Zuria Vega
- Michelle Vieth
- Mayrín Villanueva
- Grettell Valdéz

## Z
- Laura Zapata